# Pałac w Budziszowie Małym
Pałac w Budziszowie Małym – wybudowany w 1877 r. w Budziszowie Małym.

## Położenie
Pałac położony jest we wsi w Polsce, w województwie dolnośląskim, w powiecie jaworskim, w gminie Wądroże Wielkie.

## Historia
Obiekt jest częścią zespołu pałacowego i folwarcznego, w skład którego wchodzą jeszcze: park, rządcówka, dwa domy mieszkalne, budynek mieszkalno-gospodarczy, trzy obory, chlewik, trzy stodoły (ze stajnią i wozownią), spichrz, śrutownia, magazyn, suszarnia buraków, gorzelnia.